# Murray Walker
Graeme Murray Walker, OBE (conhecido como Murray Walker, nascido em 10 de outubro de 1923, Hall Green — 13 de março de 2021) foi um comentarista de automobilismo e principalmente de Fórmula 1. Na maior parte de sua carreira, Murray trabalhou para a BBC por 20 anos (1976 a 1996). Mesmo quando a BBC perdeu o direito da cobertura de F1 para a empresa ITV, Walker continuou comentando após a mudança de emissora até encerrar a sua carreira em 2001.
Desde 1978, é o principal comentador da televisão britânica, sobre Fórmula 1, tendo sido utilizado por outras emissoras em todo o mundo, incluindo Austrália e Japão, devido ao seu tempo como comentarista e a sua perícia. Murray é conhecido especialmente por seus comentários ao calor do momento, que frequentemente são interpretados com humor, como por exemplo quando comentou, durante a temporada de 1986, sobre a superioridade dos carros da Williams: "Aquela Williams é única, exceto para o carro da frente, que é idêntico!. Quando o pneu de Nigel Mansell  estourou nos momentos finais do GP de Adelaide de 1986 (a última corrida do ano, portanto tirando Mansell da luta pelo Campeonato), ele exclamou: "...E vejam isto!", em um tom humorístico, o que fez com que os comentaristas de outras emissoras soltassem gargalhadas.Murray é conhecido por sua conduta cortês e atenciosa, vendo o melhor em pilotos que haviam atraído controvérsia. Ele raramente criticava pilotos e preferia dar o benefício da dúvida em atribuir a culpa por incidentes, como por exemplo, com a manobra que deu o título a Michael Schumacher depois de sua polêmica colisão com Damon Hill em Adelaide em 1994.
Em 1996, foi nomeado com a Ordem do Império Britânico pelos serviços prestados de radiodifusão e esportes motorizados. Em 2000, ganhou o prêmio Lifetime Achievement (realização de vida) da Royal Television Society e, em 2002, recebeu o prêmio especial da BAFTA, a academia britânica de filme e televisão, por sua contribuição para a televisão.
Murray faleceu no dia 13 de março de 2021 aos 97 anos. A causa da morte não foi divulgada.

## Galeria

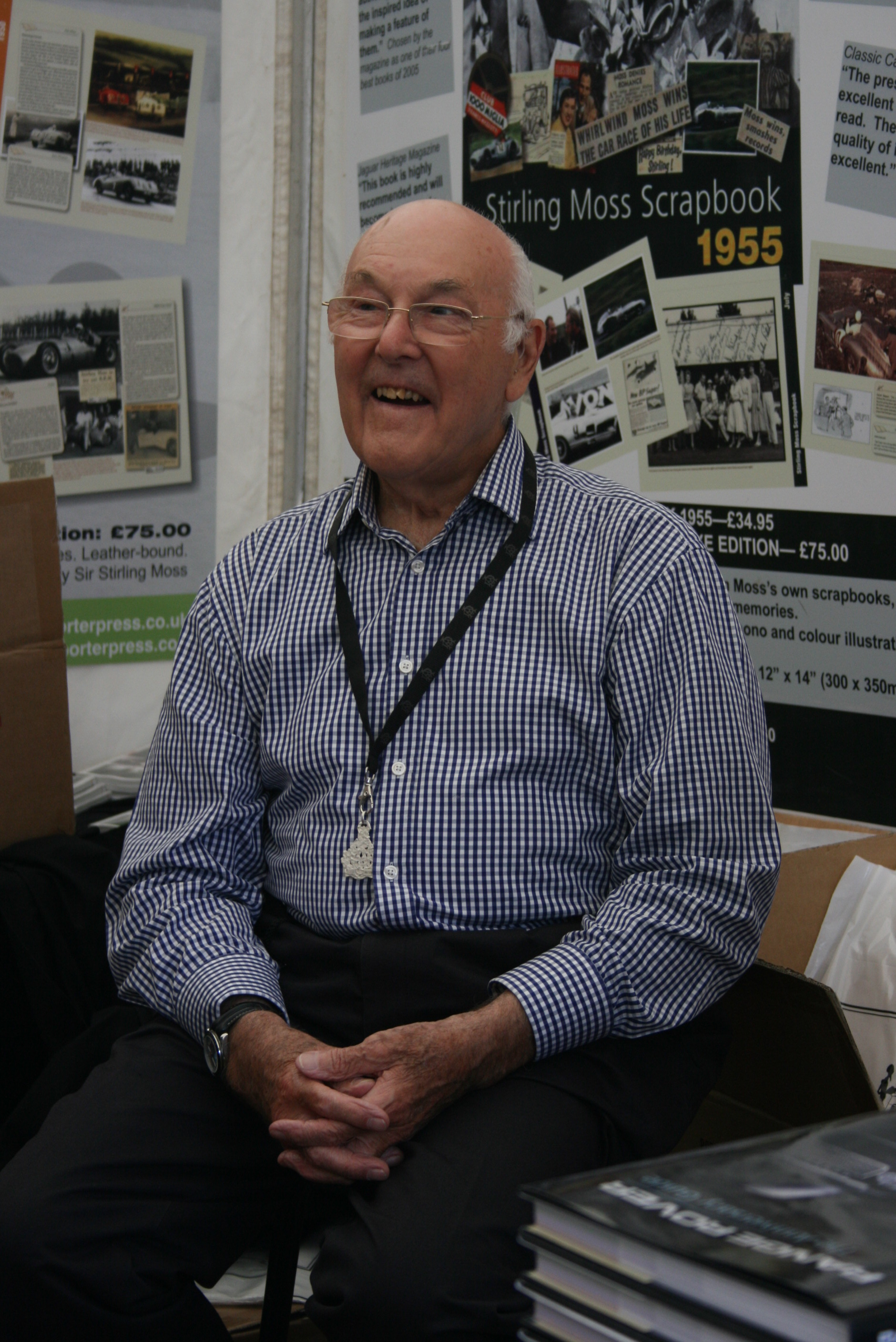
Murray Walker no Goodwood Festival of Speed de 2010